# SV Victory Boys
SV Victory Boys is een voetbalclub uit Curaçao. De club werd in 1952 opgericht.

## Palmares
- Sekshon Amatùr: 2x
  - 1976, 1985